# Анона (богиња)
У древној римској религији, Анона (латински annōna „кукуруз, жито; средства за живот“, од annus „година“) је божанска персонификација снабдевања житом града Рима. Уско је повезана са богињом Церером, са којом се често приказује у уметности.
Анона, често као Анона Августи, била је творевина царске верске пропаганде, манифестована у иконографији и култној пракси. Она је представљена као теофанија цареве моћи да се брине о свом народу кроз давање жита.  Анони је, дакле, недостајала наративна митологија или традиција оданости у Римској републици, али када је успостављена као део царског култа, она је примала посвете и заветне понуде од приватних особа мотивисане захвалношћу или тражењем наклоности. 

## Култ цара
У Клаудијевој пропаганди, култ Церере Августе је експлицитно показао божанску моћ која се налази у царској одредби annona, снабдевања града житом.  Анона Августи се појављује на новчићима касно у доба Неронове владавине, када је култ врлина постао истакнут након Писонове завере. Отелотворила је две материјалне користи царске владавине, заједно са Секуритас Августи, и често се појављивала као део пара са Церером.  На неронском кованом новцу, Церера, Анона и Абунданција („Изобиље“) су биле блиско повезане. 
Анона се појављује и на кованицама издатим под Веспазијаном, где заједно са другим врлинама представља враћање поверења у принципат, као и на кованицама Тита, Домицијана, Трајана, Хадријана, Антонина Пија и Септимија Севера.  Била је посебно омиљена у Трајановој пропаганди, настојећи да прикаже његову владавину као обнову и просперитетну нову еру за човечанство; стога се Анона често појављује са симболичним дететом.  У контексту Трајанове политике, Анона је представљала независност Рима од свог традиционалног добављача Египта. 

## Иконографија
Анона је типично приказана са рогом изобиља у руци и прамцем брода у позадини, алудирајући на транспорт жита у римску луку. На новчићима, она често стоји између модијуса (мере зрна) и прамца галије, са класовима у једној руци и рогом изобиља у другој; понекад држи кормило или сидро. 

## Имењак
По овом божанству назван је кратер Анона на јужној хемисфери патуљасте планете Церера.